# 最上もが
最上 もが（もがみ もが、1989年2月25日 - ）は、日本のタレント、モデル、女優、YouTuber。女性アイドルグループでんぱ組.incの元メンバー。東京都出身。でんぱ組.incでのキャッチフレーズは「宇宙を駆ける金色の異端児」、担当色は紫であった。個人事務所・スプレマシー所属。

## 略歴

### 生い立ち
東京都出身。3人兄妹の長女で、幼少期は「おじいちゃん・おばあちゃん子」であったという。父親はプログラマであり自宅にパソコンが複数台あった。本人も当時からスーパーファミコンで『ファイナルファンタジー』などのゲームに興じていた。ゲーム以外にも、体を動かすことが好きでピアノ、水泳、バレエ、生け花などの習い事をしていたという。中学校入学後は、バスケットボール部に所属して部活動に励む一方、ネットゲームの『ラグナロクオンライン』にのめり込んだ。画家であった祖父の影響で絵を描くことが好きだったことから、高校は美術科に進学し、卒業後は美術系の短大に通っていた。専攻は油絵。

### デビュー
短大を卒業し登録制のアルバイトをしていた時期、でんぱ組.incの衣装デザインを手掛けていた知人のイラストレーターに誘われ、2011年10月21日にアーツ千代田(現3331 Arts C hiyoda)に於いて開催されたMEME TOKYOが主催するコンベンションイベントの受付スタッフのアルバイトをしていたところをプロデューサーの福嶋麻衣子にスカウトされ、2011年12月25日に藤咲彩音と共にでんぱ組.incに加入。新メンバーの発表は、同日に原宿アストロホールにて開催された跡部みぅの卒業公演を兼ねたワンマンライブ「聖夜、宇宙に鳴り響く、でんぱ組.incの愛と勇気と少しの電波〜でんぱLIFEは終わらない〜」においてサプライズとして実施され、跡部が大きな箱を2つ用意し、その中から最上と藤咲が登場するという演出が行われた。
加入後の2012年、白泉社主催の「NEXTグラビアクイーンバトル」で優勝。2014年3月12日に発売されたシングル「サクラあっぱれーしょん」の初回限定最上もが盤には、CHARAが作詞・作曲を手掛けた自身初のソロ楽曲「ニューロマンティック」が収録された。2014年7月 - 12月にかけて放送された特撮ドラマ『ウルトラマンギンガS』ではアンドロイド・ワンゼロ/マナ役としてレギュラー出演した。
2015年12月10日、1st写真集『MOGA』を集英社より発売。また、同日発売の『週刊ヤングジャンプ』（集英社）の表紙&巻頭グラビアも飾り、写真集には使われていない未公開カットが収録された。『MOGA』は、12月21日付で1万619部を売り上げ、「オリコン週間“本”ランキング」の写真集部門で1位を記録した。2016年4月 - 6月にかけて放送されたドラマ『重版出来!』では梨音役としてレギュラー出演した。2016年秋に公開された映画版『闇金ウシジマくん』（Part3、ファイナル）ではモネ役として出演した。

### 脱退から現在まで
2017年8月6日、でんぱ組.incからの脱退をブログで表明。「心と身体のバランスが取れなくなり、このままでんぱ組.incとして活動していくことがとても難しくなった」と述べた。
同年9月11日、体調不良のためこの日まで4週連続でAbemaTVのレギュラー番組『最上もがのもがマガ!』の生放送を欠席し、この日をもって番組が終了することとなった。同年10月に放送された『恋する香港』では、エリー役として脱退後初のドラマ出演を果たす。
2018年2月22日、2nd写真集『MOGAMI』を集英社より発売した(オリコンウィークリー写真集部門5位)。2月25日の29歳の誕生日に、Twitterで年齢を初めて公開した。8月5日、でんぱ組.inc脱退から一年の節目にディアステージとのマネジメント契約を解除。個人事務所・スプレマシーに籍を移したことを発表した。12月6日、LINE株式会社が運営する「LINE BLOG」で、2018年に最も活躍したLINE公式ブロガーに選出され「LINE BLOG OF THE YEAR 2018」グランプリを受賞した。
2019年3月、映画『クロガラス1』、『クロガラス2』に、オタク系ハッカー、ヒロイン・日奈役で出演した。5月、メ～テレドラマ『ヴィレヴァン! 名古屋が生んだ奇跡のギリギリな物語』に、ヴィレヴァンアルバイト・今中世津役でレギュラー出演。9月、スピードワゴン・小沢一敬が主宰する舞台「a live house〜そこから星が見えますか？〜」に舞台初出演した。11月、厚生労働省委託事業「地域若者サポートステーション(通称サポステ)」のイメージキャラクターに就任した。12月、漫画原作者としてデビューし『増刊ヤングジャンプラブ』（集英社）に読み切り作品『モノレント』(作画・山田シロ彦）が掲載された。
2020年4月、公式ファンクラブ『Mogarium』を開設した。12日、友人の森川葵と同時にYouTubeチャンネル『もがちゃんねる。』を開設した。
同年11月12日、自身のブログで第1子妊娠を公表。結婚する予定だった人に振られたため、シングルマザーとして子供を育てるとしている。2021年5月1日、女児出産を報告。
2025年7月26日、出演が予定されていた舞台『山潜り―YAMAKUGURI―』（8月6日 - 10日）を、「十分な準備期間を確保することができなかった」として、降板することを発表した。

## 人物

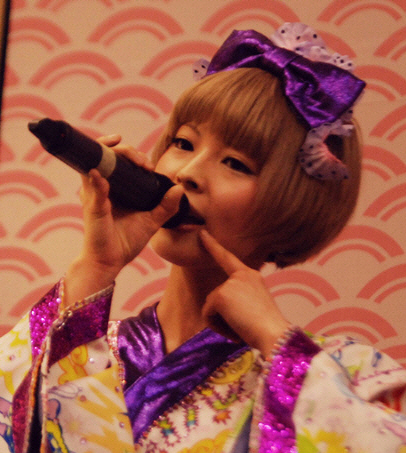
Indonesia Fashion Week 2013にて

髪を金色に染髪したのは2011年3月頃で、当時親へ反抗心があったことを理由として挙げているが、その後の親子仲は良好と述べている。
2012年および2014年、特に2014年はソロ活動に伴い誹謗中傷がひどく体調不良により一時休養したことがある。また、でんぱ組.incを脱退した理由も体調不良に起因するものであった。脱退後心療内科でうつ病と診断された。
小学校の頃より男子から見た目のことで暴言を吐かれたり、女子特有の「グループ行動」に嫌気が差したことが影響して人と接することが苦手になったと述べており、前述したネットゲームの世界に嵌っていく要因の一つになったとしている。
きゃりーぱみゅぱみゅ、橋本環奈、鹿乃、小宮有紗、森川葵、SEKAI NO OWARI Saoriと親交を持つ。
以前からブログやTwitterにおいて、バイセクシャルであることを公言していたが、2017年にはテレビ番組でも改めてそのことを明かした。

### ゲーム
ネットゲームの中では、女性であることを公表すると「弱い」というレッテルを貼られてパーティーから外されたり、出会い目的の男性ユーザーに絡まれることが多いことから、男性キャラを選択し「ぼく」の一人称を使用してゲームを行っていた。青春時代の殆どをネットゲームに費やしていたため、その影響で現実でも「ぼく」の一人称を使用している。(後に一人称を「私」に変えた。きっかけは当初『HUNTER×HUNTER』の登場人物であるクラピカが「私」という一人称を用いているのを「いいな」と思ったためと語っていたが、後に自身のツイートで、出産当初『母親のくせして僕とかいってんの？』という声があまりにも多く、毎回どこかでつっこまれるのかと思うと面倒になったから無理矢理変えたとの事。これに関して「そう考えると色んな意味で丸くなって(尖ってるつもりはなかったけど)つまらない人間になったなあとは思うよ～」とも語った。)
『ラグナロクオンライン』は継続して10年間ほどプレイしていたと述べており、当時は効率のために両手と片足を使って3台のパソコンを同時に操作していた。でんぱ組.incメンバーの古川未鈴とは当時敵対しているギルドに所属していたことが加入後に判明し楽曲「W.W.D」の歌詞でこのエピソードが取り上げられた。
音楽に目覚めたのは小学生の時で、音楽好きの従兄弟から借りたCDがKoЯnであったことを皮切りにSLAYER、METALLICAなどを聴くようになって興味の幅が広がっていったとしている。特定のジャンルに拘って聴くよりも、季節やその時の気分によって選曲することが多いと述べており、よく聴くアーティストとして、Fear, and Loathing in Las Vegas、鹿乃、EGOIST、椎名林檎、CHARA、aikoなどを挙げている。ゲーム音楽では『ファイナルファンタジー』、『サガ フロンティア』、『クロノ・トリガー』などのスクエニ系のサウンドトラックを好む。
『ドラクエⅩオンライン』は、1日平均8時間、1か月換算だと200〜300時間くらいプレイしていた。

### アイドルとして
でんぱ組.incに加入した理由として、元々アイドルをやりたかった、人前で歌いたかったというわけではなく、親のリストラなどが影響した「家庭の事情」、および「生きるため」などを挙げている。
スカウトされた当時、最上はアイドルについて「生まれた時から恵まれた環境で育った恵まれた人間がなるべき職業」「黒髪のロングヘアーで清潔感があり万人受けする子」という考えを持っており加入に前向きではなかったが、プロデューサーから「でんぱ組は全員ヲタクだから大丈夫」であると説得を受けて加入を決意した経緯がある。最上を加入させた理由として、「モーニング娘。に後藤真希が加入してブレイクしたように、金髪の目立つ子を投入してそのきっかけを掴みたかった」「それまでのでんぱ組とは見た目も中身も確実に違う異分子が欲しい、と思っていた時に見つけて、絵がピッタリできあがった」と述べている。
アイドル時代は、単独ではグラビア活動が多く、それを通じてでんぱ組.incの知名度を上げることに貢献したと評された。2013年、2015年の音楽雑誌『MARQUEE』に掲載されたインタビューに拠れば、当時の最上自身はソロで活動する志向は持っていないとしており、自分個人ではなくでんぱ組.inc全体を知ってもらうための「入口」としてグラビア活動を行っていると述べていた。

### トークイベント
2012年から2018年まで毎年自身の生誕祭「もが単ぺ」を開催していた。また、2015年4月より2019年10月までトークイベント「もが単。」を開催していた。

## 出演・作品

### テレビ番組
- 大久保じゃあナイト（2013年10月5日 - 2014年3月23日、TBSテレビ）
- 神ゲー創造主エボリューション（2023年2月23日、NHK）[62]

### テレビドラマ
- 怪速少女（2012年10月6日 - 20日、NHK Eテレ） - モエ 役[63]
- あぽやん〜走る国際空港 第2話（2013年1月24日、TBSテレビ） - らぶり〜ぱふぱふ 役[64]
- ウルトラマンギンガS（2014年7月15日 - 12月23日、テレビ東京） - アンドロイド・ワンゼロ / マナ 役[23]
- 重版出来!（2016年4月12日 - 6月14日、TBSテレビ） - 梨音 役[26]
- 恋する香港（2017年10月9日 - 30日、毎日放送） - エリー 役[30]
- 名刺ゲーム 第3話（2017年12月、WOWOW） - ソフィー 役
- オー・マイ・ジャンプ! 〜少年ジャンプが地球を救う〜 第1話（2018年1月12日、テレビ東京） - 水戸愛実 役[65]
- 海月姫 第1話・第4話・第5話（2018年1月15日 - 3月19日 、フジテレビ） - 桐山琴音 役[66]
- 魔法×戦士 マジマジョピュアーズ! 第25話（2018年9月16日、テレビ東京） - 川口エリ役[67]
- ウルトラマン ニュージェネレーションクロニクル 第5話 - 第7話（2019年2月2日 - 16日 、テレビ東京） - アンドロイド・ワンゼロ / マナ 役
- オリガミの魔女と博士の四角い時間（2019年6月21日、NHK Eテレ） - ネズミの姉妹の妹 役
- ヴィレヴァン! 名古屋が生んだ奇跡のギリギリな物語（2019年5月13日 - 6月25日、名古屋テレビ放送） - 今中世津役 役

### ウェブドラマ
- さまぁ～ずハウス #10「別れ」・#19「挨拶」（2018年、Amazonプライムビデオ） - 栗山里奈 役[68]

### ラジオ
- アッパレやってまーす!木曜日（2017年4月13日 - 2018年4月5日、MBSラジオ）

### ネット配信
- 最上もがのもがマガ!（2016年4月11日[69] - 2017年9月11日[7]、AbemaTV）
- もがみーてぃんぐ（2018年1月4日 - 3月26日、Live.me、月2回配信)
- おぎやはぎのスポーツバラエティ BULL'S SHOW（2018年8月3日 - 、スポーツブル）- 準レギュラー[70]。
- Jリーグプレビューショー（2019年4月26日 - 12月 、DAZN） - KONAMIウイニングイレブン×DAZNのコーナー「Players Of The Week」、ナレーション。
- バーチャルカラオケ番組「F>>VR」（2019年8月2日 - 11月20日 、REALITY)  - アシスタント 神楽坂アシ子 役

### 映画
- 劇場版 ウルトラマンギンガS 決戦!ウルトラ10勇士!!（2015年3月14日、松竹メディア事業部） - マナ 役[23]
- 闇金ウシジマくん Part3（2016年9月22日、東宝映像事業部・S・D・P） - モネ 役[27]
- 闇金ウシジマくん ザ・ファイナル（2016年10月22日、東宝映像事業部・S・D・P） - モネ 役[27]
- クロガラス1, クロガラス2（2019年3月9日 - 3月24日、3月30日 - 4月11日, エイベックス・ピクチャーズ） - 日菜 役
- 糸（2020年8月21日、東宝） - ネイルサロンの店員 役

### 吹き替え
- Killing Eve シーズン3（2020年） - オードリー 役

### 舞台
- a live house〜そこから星が見えますか？〜（2019年9月21日・22日、東京・CBGKシブゲキ!! / 10月5日・6日、大阪・ABCホール）[71]
- 聖剣伝説3 TRIALS of MANA THE STAGE（2025年3月7日 - 16日、東京・サンシャイン劇場 / 4月4日 - 6日、大阪・COOL JAPAN PARK OSAKA TTホール） - 理の女王 役[72][73]

#### 降板
- 『山潜り―YAMAKUGURI―』（2025年8月6日 - 10日、新宿村LIVE、劇団丸組幕引き公演） - お雪 / すみれ 役[74]
  - 2025年7月26日、降板を発表[37]。代役は谷口布実。

### CM
- WACOAL「シャキッとブラ 2013 A/W」（でんぱ組.incとしてCMソングも担当）[75]
- Mobage『ナイツオブグローリー』 「激闘グリフォン」篇・「4人の絆」篇（2014年4月）[76]
- 集英社 『テラフォーマーズ』オリジナルイメージムービー「最上もが編」（2014年10月 - 2015年1月）[77]
- GCREST『夢王国と眠れる100人の王子様』「王子様にメロメロ」篇（2016年3月31日 - 4月17日）[78]
- SIE「PlayStation 4 + tofubeats + 最上もが "DON! DON! DON'T STOP LINEUP!"」（2016年4月 - ）[79]
- ゲオマート「買取キャンペーン」篇（2018年7月、関東・関西エリア）
- ヴィレッジヴァンガード『IFIF』「ブランド」篇「スマホケース」篇「イヤホン」篇（2019年5月17日 - ）[80]
- ビビッドアーミー 「海軍最強-フーカと最上もが-」篇（2020年7月23日 - ）[81]

### イメージモデル・コラボ・その他
- プリントシール機「Mew」（2014年、株式会社IMS）
- 「ブロウラッシュEX」「ネイルネイル」「ビューティーマインズ」（2015年、BCLカンパニー）[82][83]
- RUDIE'S 「フォトTシャツ」「スナップバックキャップ」「バケットハット」「クリアサングラス」（2016年、ルーディーズ）[84]
- ウンナナクール × 徳田有希コラボ「ノンワイヤーブラジャー」「ショーツ」「ハラマキ」「パジャマ」アンバサダー（2017年、ウンナナクール）
- ストッキング「ATSUGI THE LEG BAR」（2018年、アツギ）
- Umabi「うまびPEOPLE」 (2018年、JRA)
- 合宿免許WAO!!PR大使（2018年6月 - 2019年5月、インター・アート・コミッティーズ）
- YOUTH LOGO CLUB「フラワー&MロゴTシャツ」「花柄ロングスカート」(2018年、Candee)
- KANGOL REWARD「デイバッグ」(2018年、KANGOL)
- カフェ・ベローチェ『冷感研究室』冷感ミュージック（2018年、シャノアール）
- GEO-MARTイメージキャラクター「ゲオマート総司令」（2018年 - 2019年 、ゲオ）
- 最上もが×everytokyoコラボ 「ギョサン」「Bigトートバッグ」「SPRING KNIT CAP」（2018年 - 2019年 、Every Tokyo）
- 『auブックパス　ぺちゃくちゃ書店』イメージモデル （2018年8月、KDDI）
- 「INFOBAR xv」発売記念『Inspired by INFOBAR』作品モデル （2018年11月 - 2019年2月、KDDI）
- デゼーロ「ファイナルファンタジーXIV ウエディング」イメージモデル（2019年、ブライダルハート）
- ファッションブランド「0658」3rd collection～、ルックモデル（2019年-、染染）
- よだかのレコード「ドラマチック謎解きゲーム×闇金ウシジマくん「闇金融（カウカウファイナンス）からの脱出」」ナレーション（2019年7月 - 8月、stamps）
- Kao PLAZA「第6回 あぁ、くらしっていろいろあるけどいいもんだなぁ川柳」特別審査員（2019年6月 - 8月、花王）
- クレヨン社「&ellecy」（アンド エルシー）Autumn Winter Collection、 ルックモデル（2019年）
- 厚生労働省委託事業「地域若者サポートステーション(通称サポステ)」イメージキャラクター（2019年11月- 2020年9月）
- みんな電力「かいじゅうのでんき」アンバサダー（2019年11月- ）
- 「LIMIfeu×WIND　AND　SEA」イメージモデル（2020年3月）
- 最上もが×DVRKコラボ「トラックスーツ」（2020年6月）
- 最上もが×grounds コラボシューズ（2020年7月）

### ミュージック・ビデオ
- 夕食ホット
  - 「1903」（2015年9月）[85][86]
  - 「1903 - 最上もが台本なしバージョン」（2015年9月）[85][87]
- SKY-HI
  - 「何様 feat. ぼくのりりっくのぼうよみ」（2018年3月）
- ディーン・フジオカ
  - 「Echo」（2018年5月）,「MTV VMAJ 2018」にて「最優秀オルタナティブビデオ賞」を受賞
- 鹿乃
  - 「「Q」＆「A」」（2018年12月）
- PUFFY
  - 「ありがとねよろしくね」（2022年2月）

### プロモーション・ビデオ
- アツギ ATSUGI THE LEG BAR 「柄、じゃない？」・「してみタイッ！」（2018年3月、9月）
- カフェ・ベローチェ 冷感ミュージック 「リマインド・ミー」・「ICE VIBRATION」（2018年7月、8月）
- タカラトミー「フォートナイト 」フィギュアシリーズ（2019年9月）
- キリン「氷結」 WEB動画（2020年2月）

### 楽曲提供
- ゴクドルズ（映画およびテレビドラマ『BACK STREET GIRLS -ゴクドルズ-』に登場するアイドルグループ）
  - 「Verbena」- 作詞を担当。アルバム『IDOL Kills』（2019年2月13日、ユニバーサルミュージック / EMI Records）に収録。ドラマイズム『BACK STREET GIRLS ‐ゴクドルズ-』第2話（2019年2月25日、MBS / TBS）エンディング曲。

## 書籍

### 雑誌
- 最上もがのもがマガ!（2017年4月19日、祥伝社、ISBN 9784396430788） - 上記の同名番組から派生した雑誌[88]

#### 連載
- 「最上もがの、このラノベ、気になります！」（2019年5月号 - 2020年1月号、ドラゴンマガジン、KADOKAWA）

#### 漫画原作
- 増刊ヤングジャンプラブ「モノレント」(原作：最上もが 作画：山田シロ彦、2020年1月23日号、集英社)

### 写真集
- スーパーヒロイン写真集 アンドロイド・ワンゼロ×最上もが（2015年3月13日、小学館、監修：円谷プロダクション）ISBN 9784091032324[89]
ドラマ『ウルトラマンギンガS』の中で最上が演じた「アンドロイド・ワンゼロ」の1日を撮りおろしの写真で再現したコスプレ写真集[90]。
- MOGA（2015年12月10日、集英社、撮影：桑島智輝）ISBN 9784087807738
最上もが個人としては初の写真集[91][92]。
- でんぱ組.incアートブック（1）「Poison（プアゾン）」（2016年10月24日、小学館、撮影：レスリー・キー）ISBN 9784096822326[93][94]
- MOGAMI（2018年2月22日、集英社、撮影：桑島智輝）ISBN 9784087808384
最上もが個人としての2nd写真集

### 電子写真集
- 月刊 でんぱ組.inc×米原康正（最上もが EDITION）（2013年5月27日、月刊デジタルファクトリー、「月刊」シリーズ）
- 最上もが×YJ【2013～2018グラビア全記録】（2019年6月6日、集英社、YJ PHOTO BOOK）

#### フォトエッセイ
- も学 34年もがいて辿り着いた最上の人生（2023年4月3日、KADOKAWA）ISBN 978-4-04-897176-8[95]

### インタビュー
- 読むアイドルマガジン IDOL AND READ 006「最上もが 『金色の異端児』誕生物語」（2016年3月18日、シンコーミュージック・エンタテイメント、ISBN 9784401771424）[96]
- OVERTURE No.006（2016年3月19日、徳間書店、ISBN 9784197104390）[97]

### 関連書籍
- フリソデ姫（KIMONO姫 特別編集）祥伝社ムック（2014年10月8日、祥伝社）[98]
- ギャラリー・オブ・ザ・ノーズアート・クイーン Vol.3（2019年4月24日、大日本絵画）